# Альт-Пенедес
Альт-Пенеде́с (кат. Alt Penedès, исп. Alto Panadés) — район (комарка) в Испании, входит в провинцию Барселона в составе автономного сообщества Каталония.

## Муниципалитеты
1. Лес-Кабаньес
2. Кастельет-и-ла-Горналь
3. Фонтруби
4. Желида
5. Ла-Гранада
6. Медиона
7. Олеса-де-Бонесвальс
8. Олердола
9. Пакс-дель-Пенедес
10. Понтонс
11. Пучдальбер
12. Сан-Кугат-Сесгарригес
13. Сан-Льоренс-д’Ортонс
14. Сан-Марти-Саррока
15. Сан-Пере-де-Риудебилльес
16. Сан-Кинти-де-Медиона
17. Сан-Садурни-д'Анойя
18. Санта-Фе-дель-Пенедес
19. Санта-Маргарида-и-эльс-Монжос
20. Субиратс
21. Торрелавит
22. Торрельес-де-Фош
23. Эль-Пла-дель-Пенедес
24. Вильяфранка-дель-Пенедес
25. Вилоби-дель-Пенедес